# Tarphonomus harterti
A Tarphonomus harterti a madarak (Aves) osztályának verébalakúak (Passeriformes) rendjébe és a fazekasmadár-félék (Furnariidae) családjába tartozó faj.

## Rendszerezése
A fajt Hans von Berlepsch német ornitológus írta le 1892-ben, a Upucerthia nembe Upucerthia harterti néven, Besorolása vitatott, sorolják az Ochetorhynchus nembe, Ochetorhynchus harterti néven.  2008-ban helyezték jelenlegi nemébe, de még nem minden szervezet fogadja el.

## Előfordulása
Bolívia területén honos. Természetes élőhelyei a szubtrópusi és trópusi magaslati bokrosokban. Állandó, nem vonuló faj.

## Megjelenése
Átlagos testhossza 16 centiméter, testtömege 22-26 gramm.

## Külső hivatkozások
- Internet Bird Collection - videók a fajról
- Xeno-canto.org - a faj hangja és elterjedési területe